# Tinamú camagrís
El tinamú camagrís (Crypturellus duidae) és una espècie d'ocell de la família dels tinàmids (Tinamidae). Habita la selva humida i zones boscoses més obertes, al sud-est de Colòmbia i sud de Veneçuela.